# Lago Quiroga
Lago Quiroga är en sjö i Argentina.   Den ligger i provinsen Santa Cruz, i den södra delen av landet, 1 900 km sydväst om huvudstaden Buenos Aires. Lago Quiroga ligger 1 046 meter över havet. Arean är 47 kvadratkilometer. Den sträcker sig 9,3 kilometer i nord-sydlig riktning, och 11,2 kilometer i öst-västlig riktning.
Trakten runt Lago Quiroga är nära nog obefolkad, med mindre än två invånare per kvadratkilometer.